# Thierry Grass
Thierry Grass (* 1960 in Belfort) ist ein französischer Sprachwissenschaftler und Terminologe. Er lehrt als Dozent Übersetzen und Terminologie an der Universität Straßburg, Institut de Traducteurs, d'Interprètes et de Relations Internationales (ITIRI).

## Leben
Von 1980 bis 1986 studierte Grass Deutsch, Literaturwissenschaften, Computerlinguistik und Rechtswissenschaft an den Universitäten in Straßburg, Erlangen-Nürnberg und Besançon. Außerdem absolvierte er eine Ausbildung als Reserveoffizier für Übersetzen und Dolmetschen der französischen Armee. 1987 bis 1990 arbeitete er als Dozent an der Universität Bayreuth und 1990 bis 1994 an der Universität Augsburg. Dort erstellte er die studienbegleitende Ausbildung Fachspezifische Fremdsprachenausbildung: Französisch für Juristen für Studierende der Juristischen Fakultät. Im Februar 1996 promovierte er mit einer Arbeit über La traduction juridique bilingue français-allemand : problématique et résolution des ambiguïtés terminologiques unter der Leitung von Prof. Jacques François an der Universität Nancy. Von 1996 bis 1998 wurde Grass durch das französische Außenministerium als Dozent für Informations- und Kommunikationswissenschaft an der Universität Freiburg entsandt. 1998 bis 2007 arbeitete er als Dozent an der Universität Tours am Institut für Germanistik, wo er den Studiengang Juristes Linguistes einführte. Während dieser Zeit wurde er außerdem ins Laboratoire de Linguistique Informatique des Centre national de la recherche scientifique (CNRS) delegiert, um nach der Arbeit mit dem Bedeutung-Text-Modell auch Forschung zu Objektklassen unter der Leitung von Gaston Gross zu betreiben. Im Jahr 2002 habilitierte Grass im Bereich der Germanistik und Literatur zum Thema lexikalischer Datenbanken für die Übersetzung an der Universität Grenoble unter der Leitung von Prof. Klaus Morgenroth.
Seit September 2007 ist Grass Dozent an der Universität Straßburg für Übersetzen (Deutsch – Französisch) und Terminologie für den Fachbereich Angewandte Linguistik, Computerlinguistik sowie für das Institut für Übersetzung, Dolmetschen und Internationale Beziehungen. In dieser Position ist er außerdem Verantwortlicher der Masterstudiengänge Übersetzen und Dolmetschen und Computerlinguistik und Übersetzen des Fachbereichs Sprachen und angewandte Gesellschaftswissenschaften. Neben der Lehre arbeitete er an der Erstellung der lexikalischen Datenbank für Eigennamen Prolexbase und half bei der Untersuchung von Übersetzungswerkzeugen in Straßburg (Fonctionnement Discursif et Traduction, EA 1339, LiLPa) mit.

## Publikationen

### Monographien
- Bases de données lexicales et traduction, Synthèse des travaux présentés en vue de l’obtention de l’habilitation à diriger les recherches. Université Stendhal Grenoble III 2002 (Diss.)
- Quoi ! Vous voulez traduire "Goethe"? - Essai sur la traduction des noms propres allemand - français. Peter Lang, Bern 2002, ISBN 3-906770-26-5.
- La traduction juridique bilingue français-allemand: problématique et résolutions des ambiguïtés terminologiques. Romanistischer Verlag, Bonn 1999, ISBN 3-86143-096-7.

### Aufsätze (Auswahl)
- T. Grass: La traduction des noms propres d'événements et de leurs supports. In: Actes du colloque "Traduire au XXIème siècle - Tendances et perspectives" à l'Université Aristote de Thessalonique. 27.–29. September 2002, S. 206–214.
- T. Grass, D. Maurel, M. Tran: Un dictionnaire électronique multilingue de noms propres pour la traduction. In: R. Gaser, C. Guirado, J. Rey (Hrsg.): Insights into Scientific and Technical Translation. Barcelona 2004, S. 165–174.
- T. Grass, M. Tran, D. Maurel: Prolexbase : Une ontologie pour le traitement multilingue des noms propres. In: R. Temmerman & U. Knops (Hrsg.): The translation of domain specific languages and multilingual terminology management, Linguistica Antverpiensia. 3/2004, S. 293–309.
- T. Grass: L'appropriation par la traduction : le cas des toponymes étrangers. In: P. Béhar & M. Grunewald (Hrsg.): Frontières, transferts, échanges frontaliers et interculturels - Actes du XXXVIe Congrès de l'Association des Germanistes de l'Enseignement Supérieur. Peter Lang 2005, S. 331–346.
- T. Grass: Entre transcodage et reformulation : les procédés de traduction. In: B. Coudurier & M.-H. Pérennec (Hrsg.): La reformulation, Cahiers d'Études Germaniques. N°50 2005, S. 43-53.
- T. Grass: La traduction comme appropriation : le cas des toponymes étrangers. In: Meta. Vol. 51 2006, n°4, S. 660–670.
- T. Grass: Jurilinguistique, terminologie et lexicographie juridiques au Canada. In: Lebende Sprachen. 1-2009, S. 11–17.
- T. Grass: Fonctions lexicales et traduction juridique bilingue allemand-français. In: J.-J. Briu (Hrsg.): Terminologie (1): analyser des termes et des concepts. Peter Lang, Bern 2011, S. 57–82.
- T. Grass: Das Euro-Ende. Eine Diskursanalyse der Webseite von hartgeld.com. In: Germanistik in der Schweiz (Zeitschrift der Schweizerischen Akademischen Gesellschaft für Germanistik). 10/2013, S. 197–207.